# Cronache del Mondo Emerso
Cronache del Mondo Emerso è una trilogia di romanzi di genere fantasy della scrittrice italiana Licia Troisi, pubblicata per la prima volta dalla casa editrice Arnoldo Mondadori Editore nel biennio 2004-2005. La saga è proseguita con la pubblicazione di altre due trilogie: Guerre del Mondo Emerso (2006-2007) e Leggende del Mondo Emerso (2008-2010). Nel 2014 è stato pubblicato un quarto volume, Cronache del Mondo Emerso - Le storie perdute, ad integrare la prima trilogia.
Dalla serie sono stati tratti un libro illustrato (Le creature del Mondo Emerso, del 2008), due serie a fumetti (Cronache del Mondo Emerso - Le nuove avventure di Nihal, del 2009, e Cronache del Mondo Emerso - Il viaggio di Nihal, del 2012).

## Edizioni
Concepita inizialmente come un unico volume, l'opera è stata successivamente trasformata in una trilogia e pubblicata in questa forma editoriale da Mondadori:
- Nihal della terra del vento (marzo 2004)
- La missione di Sennar (ottobre 2004)
- Il talismano del potere (aprile 2005)

Nel 2006, tutta la prima serie è stata ristampata in edizione economica Oscar Mondadori con il titolo Cronache del Mondo Emerso - La trilogia completa.
Ad aggiungersi alla prima trilogia: Le Cronache del Mondo Emerso - Le storie perdute, pubblicata nel 2014. Benché collegata, quest'opera è strutturalmente distinta da essa, essendo ambientata circa un secolo dopo la conclusione del Talismano del Potere (è quindi cronologicamente successiva anche ai cicli delle Guerre e delle Leggende del Mondo Emerso), e inoltre buona parte della narrazione consta in flashback riguardanti episodi della vita di Nihal.

### Edizioni estere
La saga del Mondo Emerso è stata pubblicata all'estero in:
- Turchia: casa editrice CAN Yayinlari di Istanbul; I e II volume con i titoli Tiran ve Genç Kız - Rüzgar Üklesinden Nihal e Tiran ve Genç Kız - Senari'n görevi;
- Germania: casa editrice Randomhouse, le Cronache del Mondo Emerso dal 2006 al 2008 (il quarto episodio nel 2015) con il titolo Die Drachenkämpferin (Im Land des Wind - Der Auftrag des Magiers - Der Talisman der Macht - Nihals Vermächtnis), la trilogia delle Guerre del Mondo Emerso dal 2008 al 2009 con il titolo Die Schattenkämpferin (Das Erbe der Drachen - Das Siegel des Todes - Der Fluch der Assassinen), la trilogia delle Leggende del Mondo Emerso dal 2010 a al 2012 con il titolo Die Feuerkämpferin (Im Bann der Wächter - Tochter des Bluts - Im Land der Elfen);
- Portogallo: casa editrice Editorial Presença: I volume con il titolo Crónicas do Mundo Emerso - Nihal da terra do vento;
- Brasile: casa editrice Editora Rocco, I volume con il titolo Crônicas do Mundo Emerso - Nihal a garota da terra do vento;
- Spagna: casa editrice Kailas Editorial, tutti e tre i volumi Cronicas del mundo emergido - Nihal de la tierra del viento, La Misión de Sennar e El Talismán del Poder;
- Francia: casa editrice Pocket Jeunesse, tutti e tre i volumi Chroniques du monde émergé - Nihal de la terre du vent, La mission de Sennar e Le Talisman du pouvoir

## Trame

### Nihal della Terra del Vento
Nihal è davvero strana, nel Mondo Emerso sembra non esserci nessuno come lei: grandi occhi viola, orecchie appuntite, capelli blu. È stata cresciuta da un armaiolo e vive in una delle tante città-torri della Terra del Vento, giocando a combattere insieme a un gruppo di amici che l’ha eletta capo per la sua forza e agilità. Ma tutto cambia all’improvviso quando la Terra del Vento viene attaccata dal Tiranno, il despota che già ha conquistato cinque delle otto Terre che compongono il Mondo Emerso. A nulla vale la resistenza dell’esercito dei popoli liberi, né i maghi che cercano di proteggere le città con incantesimi. A Nihal rimane solo una scelta: diventare un vero guerriero e difendere gli innocenti che rischiano di cadere sotto il potere del Tiranno.

### La missione di Sennar
Proseguono le avventure della giovane guerriera Nihal, l’ultimo mezzelfo esistente nel Mondo Emerso, e dell’inseparabile amico mago Sennar. Insieme combattono contro le forze del Tiranno deciso a conquistare le Terre libere e ad assoggettarne tutti gli abitanti per mezzo della stregoneria. Adesso Nihal è alle prese con il mistero della Lacrima, una pietra che sembra dotata di enormi poteri, mentre Sennar è partito alla ricerca delle Terre Sommerse, un continente di cui i secoli hanno cancellato le tracce. Per ritrovarlo, Sennar è costretto a imbarcarsi su una nave pirata e combattere contro i mostri del mare

### Il Talismano del Potere
Nelle Terre Libere la situazione è precipitata e il Tiranno sembra ormai inarrestabile. La giovane guerriera Nihal, l’ultimo mezzelfo esistente nel mondo emerso, è in viaggio con il mago Sennar alla ricerca delle otto pietre di un talismano dai poteri infiniti, capace di porre fine alla guerra. Ciascuna delle otto Terre del Mondo Emerso nasconde all’interno di un santuario una delle pietre dedicate agli Spiriti della natura: Acqua, Luce, Mare, Tempo, Fuoco, Terra, Oscurità, Aria. Se Nihal riuscirà a raggiungere tutti i santuari e a riunire le pietre del talismano, potrà chiamare a raccolta gli Spiriti e annullare ogni forma di magia, comprese le terribili armi del Tiranno.

### Le storie perdute
Ambientato circa un secolo dopo Il Talismano del Potere (è quindi cronologicamente successivo anche alle Leggende del Mondo Emerso), presenta un misterioso menestrello mascherato, che canta agli avventori di una locanda della Terra del Vento tre storie riguardanti la leggendaria Nihal: l'uccisione dei suoi genitori e il suo ritrovamento da bambina, gli eventi che portarono alla sua morte nelle Terre Ignote e infine di come, cento anni dopo, Nihal è stata riportata fra i vivi dalle arti magiche dell'elfo Lefthika e dal suo schiavo Ren, il primo dei quali intendeva sfruttare le sue abilità guerriere per i propri interessi.

## Cronistoria

### La storia del Mondo Emerso prima degli eventi delleCronache
I primi padroni del Mondo Emerso erano gli elfi, creature che, secondo la credenza popolare dei secoli successivi, erano perfette e care agli dei, e sotto di loro la terra era unita e pacifica. Anche le ninfe e i folletti risalgono a quest'epoca arcaica. Successivamente il Mondo Emerso fu invaso dagli uomini e dagli gnomi, che se lo spartirono. Gli elfi si ritirarono al di là del Saar, nelle Terre Ignote. Di loro sono rimaste le leggende, antichi testi di magia e conoscenze, nonché il credo negli antichi dei, come Shevrar. Inoltre da un'unione tra elfi e uomini è stata originata la razza dei mezzelfi. Tuttavia, la storia sembra avere perso alcune verità, riguardo la razza degli elfi: Le ninfe infatti, spiriti antichi e dell'acqua, raccontano che gli elfi erano un popolo crudele e vanitoso. Poiché si consideravano la razza preferita degli dei, consideravano tutte le altre inferiori. In un periodo non precisato, quando ancora gli elfi dominavano il Mondo Emerso, si scatenò una terribile piaga che sterminò la maggior parte degli elfi. Quando scoprirono che il sangue delle ninfe aveva la capacità di curare tale morbo, gli elfi le cacciarono e ne uccisero la maggior parte.
I nuovi abitanti del Mondo Emerso si contesero il predominio nella terribile Guerra dei Duecento Anni. Alla fine prevalsero i mezzelfi della Terra dei Giorni, grazie alla loro abilità nel combattimento e alle capacità strategiche del loro re, Leven, il quale però morì poco prima della conclusione della guerra. Il suo figlio ed erede Nammen allora convocò i regnanti sconfitti e, stupendo il mondo, annunciò di voler rinunciare all'egemonia e restituire la libertà a ciascuna Terra; come condizioni decretò tuttavia che ognuno dei regnanti avrebbe dovuto rinunciare a una parte del proprio dominio, la cui riunione avrebbe dato origine alla Grande Terra, al centro del Mondo Emerso, e là avrebbero avuto sede il Consiglio dei Re, con il compito di decidere la politica comune del Mondo Emerso, e il Consiglio dei Maghi, che si sarebbe occupato della vita scientifica e culturale. Nei due Consigli avrebbero trovato posto i rappresentanti di ogni Terra, ognuna delle quali avrebbe poi contribuito all'esercito del Mondo Emerso. Nammen dichiarò infine decaduti i re in carica, affinché ciascun popolo scegliesse democraticamente il proprio nuovo regnante. Il re mezzelfo morì dieci anni dopo, ma per altri quarant'anni durò il periodo denominato "Pace di Nammen", che gli abitanti del Mondo Emerso avrebbero fortemente rimpianto (e mitizzato) durante l'Era del Tiranno che le seguì.

### L'Era del Tiranno
Gli eventi delle Cronache del Mondo Emerso sono ambientati nel corso della terribile guerra che da quarant'anni oppone le Terre Libere alla volontà di conquista del Tiranno. Questi, un potente mago bandito dal Consiglio, raccolse attorno a sé schiere di insoddisfatti e prese possesso della Grande Terra, rase al suolo Enawar e fece erigere al suo posto una enorme roccaforte di cristallo nero (la Rocca). Utilizzando formule di magia proibita, il Tiranno potenziò la forza dei suoi guerrieri e generò nuove specie viventi, funzionali alla sua guerra. Negli anni successivi i suoi eserciti conquistarono la Terra del Fuoco, la Terra delle Rocce e la Terra della Notte, e infine la Terra dei Giorni, i cui abitanti furono completamente sterminati. All'inizio di Nihal della Terra del Vento oltre la metà del Mondo Emerso è quindi assoggettata al Tiranno e l'avanzate delle sue armate è a fatica contenuta dall'alleanza delle Terre Libere. La Terra del Vento è ancora indipendente, ma si compra la pace a prezzo di pesanti tributi.
I fammin

I fammin sono una razza creata dal Tiranno attraverso complicati rituali di magia proibita e crudeli sperimentazioni compiute sui prigionieri, allo scopo di ottenere dei combattenti infaticabili, spietati e ubbidienti. Sono creature tozze e robuste, di grandezza umana, coperti da una pelliccia rossa, con zanne che spuntano dall'arcata dentaria inferiore e braccia innaturalmente lunghe e dotate di artigli affilati. Il loro linguaggio è fatto di suoni gutturali, e solitamente combattono con l'ascia. Ad ogni fammin viene imposto un nome che è parte di una formula proibita, e ogni volta che il Tiranno (o qualcheduno dei suoi luogotenenti) lo pronuncia, il fammin non può sottrarsi dall'eseguire i suoi ordini. Queste creature però non sono totalmente prive di coscienza ed emozioni. In particolare alcuni di loro, chiamati spregiativamente "Errati", provano rimorso alle violenze che sono costretti a compiere. Vrašta (un fammin che compare ne Il Talismano del Potere) spiegherà a Nihal: «Gli Errati dicono di soffrire mentre uccidono. Non vogliono farlo, ma devono, perché gli uomini glielo ordinano. Quando un uomo ci chiama per nome, non ha più senso quel che vogliamo o quel che sentiamo».

## Personaggi principali
I nomi dei personaggi sono per lo più nomi di stelle.
- Nihal: È la protagonista della saga; all'inizio del primo libro ha tredici anni e vive col padre Livon nella torre di Salazar, la capitale della Terra del Vento; i suoi tratti distintivi sono capelli blu, occhi viola ed orecchie a punta.
- Livon: è il padre della protagonista Nihal, un abile fabbro di Salazar.
- Sennar: È coprotagonista e, nella finzione narrativa, l'autore originale delle Cronache; originario della Terra del Mare, all'inizio della saga ha quindici anni ed è apprendista mago di Soana; ha capelli rossi e occhi azzurri molto chiari.
- Soana: è la sorella di Livon e zia di Nihal, maga e Consigliera, è la maestra di Sennar.
- Phos: è il capo dei folletti della grande foresta della Terra del Vento.
- Fen: è un valoroso e affascinante Cavaliere di drago.
- Raven: è il Supremo Generale dell'Ordine dei Cavalieri di drago.
- Laio: è un giovane allievo dell'Accademia dei Cavalieri di drago.
- Ido: È uno gnomo della Terra del Fuoco, Cavaliere di drago; ha una lunga barba bruna e fuma regolarmente la pipa.
- Dola e Deinoforo: Cavalieri di drago nero e generali del Tiranno.
- Il Tiranno: È l'antagonista principale della saga, un potentissimo mago ed ex-Consigliere, che risiede in una enorme e sinistra torre nera (la Rocca) nella Grande Terra, al centro del Mondo Emerso; da quarant'anni è in guerra con le Terre Libere; il suo vero nome (Aster) è noto a pochissimi.

OGGETTI PRINCIPALI
(Sezione aggiunta da E.F 2010)
- Il Pugnale di Nihal:
L'impugnatura è a forma di tronco d'albero i cui rami si estendono fino alla lama.
Sennar vince il pugnale in seguito a un duello con Nihal.
- La Lacrima:
Simbolo del popolo dei Folletti, la Lacrima è la resina essiccata del "Padre della Foresta". Phos dona a Nihal La Lacrima nel primo libro. Nihal la incastonerà nella sua spada di cristallo nero. 
La Lacrima può aumentare la durata delle magie e potenziarle. Ha anche molti altri poteri sui quali Nihal indaga.
(La Lacrima riesce a salvare Nihal e Laio da un attacco nemico).
- La spada di Nihal:
Forgiata da Livon, la spada è di cristallo nero, materiale estratto nella "Terra delle Rocce".
È leggera e maneggevole, molto affilata. Intorno all'elsa si avvolge la figura di un drago a fauci spalancate che termina sulla lama.

## Altri media
Fumetti
- Le cronache del Mondo Emerso - Le nuove avventure di Nihal (2009)

Ogni volume, mensile, per un totale di quattro uscite, tratta un particolare sentimento di Nihal:
1. La Paura (5 giugno)
2. La Rabbia (5 luglio)
3. La disperazione (5 novembre)
4. L'Odio (5 dicembre)

L'opera è prodotta e pubblicata dalla Panini Comics e disegnata da Recchioni, Barbieri e Ferrario. Dall'inizio di luglio, su internet sono cominciate a girare testimonianze di fan del disegnatore giapponese Miyazaki che sostengono che gran parte delle tavole disegnate da Ferrario potrebbero essere un plagio di alcuni disegni del nipponico. La Panini ha deciso di verificare le pesanti accuse di plagio e sospendere la distribuzione degli ultimi due volumi fino all'accertamento dei fatti. Licia Troisi si è detta estremamente dispiaciuta dell'accaduto e di non aver fatto caso alla somiglianza. Roberto Recchioni invece ha ammesso le evidenti e numerose somiglianze, ma non sminuisce il talento di Ferrario. Quest'ultimo sembra essere alquanto tranquillo. Molti fan tuttavia hanno apprezzato il particolare lavoro di Ferrario stimando le sue capacità. La Panini il 5 ottobre ha comunicato l'uscita del terzo albo sottolineando che al posto di Ferrario ci sarebbe stato Dall'Oglio.
- Il Viaggio di Nihal (2011)

Esordì edita dalla panini una nuova serie incentrata sulle avventure di Nihal. La serie è ambientata cronologicamente dopo la caduta del Tiranno, mostrando Nihal impegnata a viaggiare per il "Grande Deserto" alla ricerca delle proprie radici, nella speranza di trovare alcuni superstiti della sua razza:
Il Viaggio di Nihal:
1. Il libro di Shan
2. Gli spiriti del deserto
3. Incubi dal passato
4. La speranza dei Mezzelfi